# إمرسون توما
إمرسون توما (بالبرتغالية: Emerson Thome‏) (30 مارس 1972 في بورتو أليغري في البرازيل – )؛ هو لاعب كرة قدم سابق كان يلعب كمدافع.

## وصلات خارجية
- إمرسون توما على موقع رابطة كرة القدم اليابانية للمحترفين (اليابانية)
- إمرسون توما على موقع قاعدة بيانات كرة القدم.إي يو (الإنجليزية)
- إمرسون توما على موقع Soccerbase.com (لاعب) (الإنجليزية)
- إمرسون توما على موقع Soccerway.com (الإنجليزية)
- إمرسون توما على موقع عالم كرة القدم.نت (الإنجليزية)